# S.O.S. (Gatto Panceri)
S.O.S. è un album in studio del cantautore italiano Gatto Panceri, pubblicato nel 2009.

## Tracce
1. S.O.S.
2. Questa è Marta
3. Sesso e amore
4. Dimenticare
5. Di te
6. Nomi sui miei dischi
7. Troppo tutto
8. Super
9. Sempre di settembre
10. Sono nato oggi
11. Madre mia